# Mascarita Dorada
Mascarita Dorada (hiszp. Mała Złota Maska, ur. 19 lutego 1982) – meksykański wrestler.
W latach 2000–2007 występował w federacji Asistencia Asesoría y Administración, w 2008-2011 w Consejo Mundial de Lucha Libre.
3 kwietnia 2013 roku podpisał kontrakt z WWE, gdzie przyjął ringname El Torito i występował jako maskotka Los Matadores. 26 stycznia 2014 roku wziął udział w Royal Rumble, gdzie zdołał wyeliminować Fandango przed wyeliminowaniem przez Romana Reignsa
. 4 maja 2014 roku na Extreme Rules pokonał Hornswoggle'a w TLC matchu. 1 czerwca 2014 roku na Payback ponownie pokonał Hornswoggle'a w mask vs hear matchu. 6 maja 2016 roku El Torito został zwolniony z WWE.
Jego finisher to: Bullton (Springboard senton) i Bullsault (Springboard moonsault)  (jako El Torito) oraz Tilt-a-whirl headscissors armbar (jako Mascarita Dorada).

## Mistrzostwa i osiągnięcia
- Asistencia Asesoría y Administración
  - AAA Mascot Tag Team Championship (1 raz) – z Máscara Sagrada[11]
  - LLL Mini-Estrellas Championship (1 raz)
  - Mexican National Mini-Estrella Championship (2 razy)[11]
- Consejo Mundial de Lucha Libre
  - CMLL Mini-Estrella of the year: 2009[12]
  - Pequeño Reyes del Aire (2008)[13]
- World Wrestling Association
  - WWA World Minis Championship (1 raz)